# Юньнанський землетрус (2011)
Юньнанський землетрус 2011 року — землетрус магнітудою 5,4 Mw, що стався 10 березня 2011 року з епіцентром у повіті Їнцзян китайської провінції Юньнань неподалік від кордону з М'янмою. Повідомлялося також про 7 афтершоків магнітудою до 4,7. Унаслідок землетрусу загинуло 26 осіб, 313 було поранено. Було зруйновано 1200 будинків, понад 17 тис. пошкоджено. Евакуйовано понад 127 тис. осіб. Даних про жертви чи руйнування у сусідній М'янмі немає.
Наступного дня, 11 березня, стався землетрус біля узбережжя Японії, який став причиною аварії на Першій Фукусімській АЕС.